# Japans nationalparker

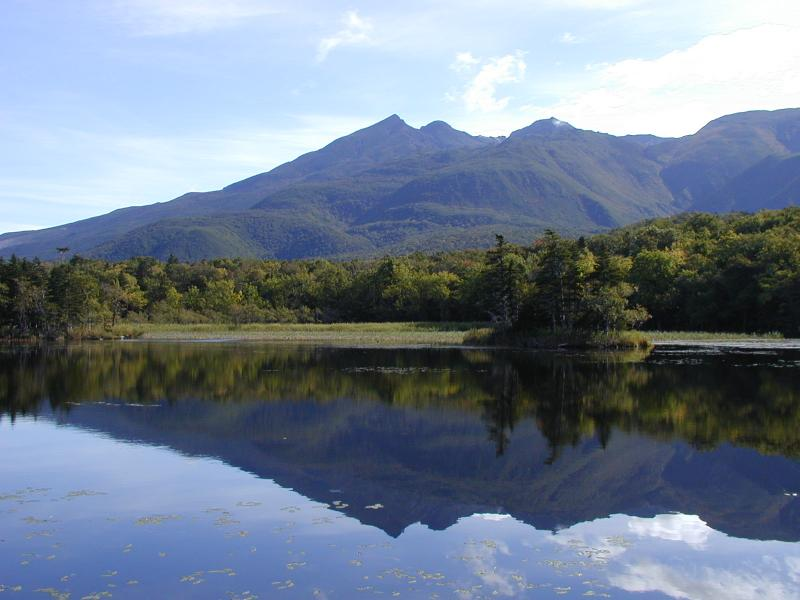
Gokosjöarna, Shiretoko

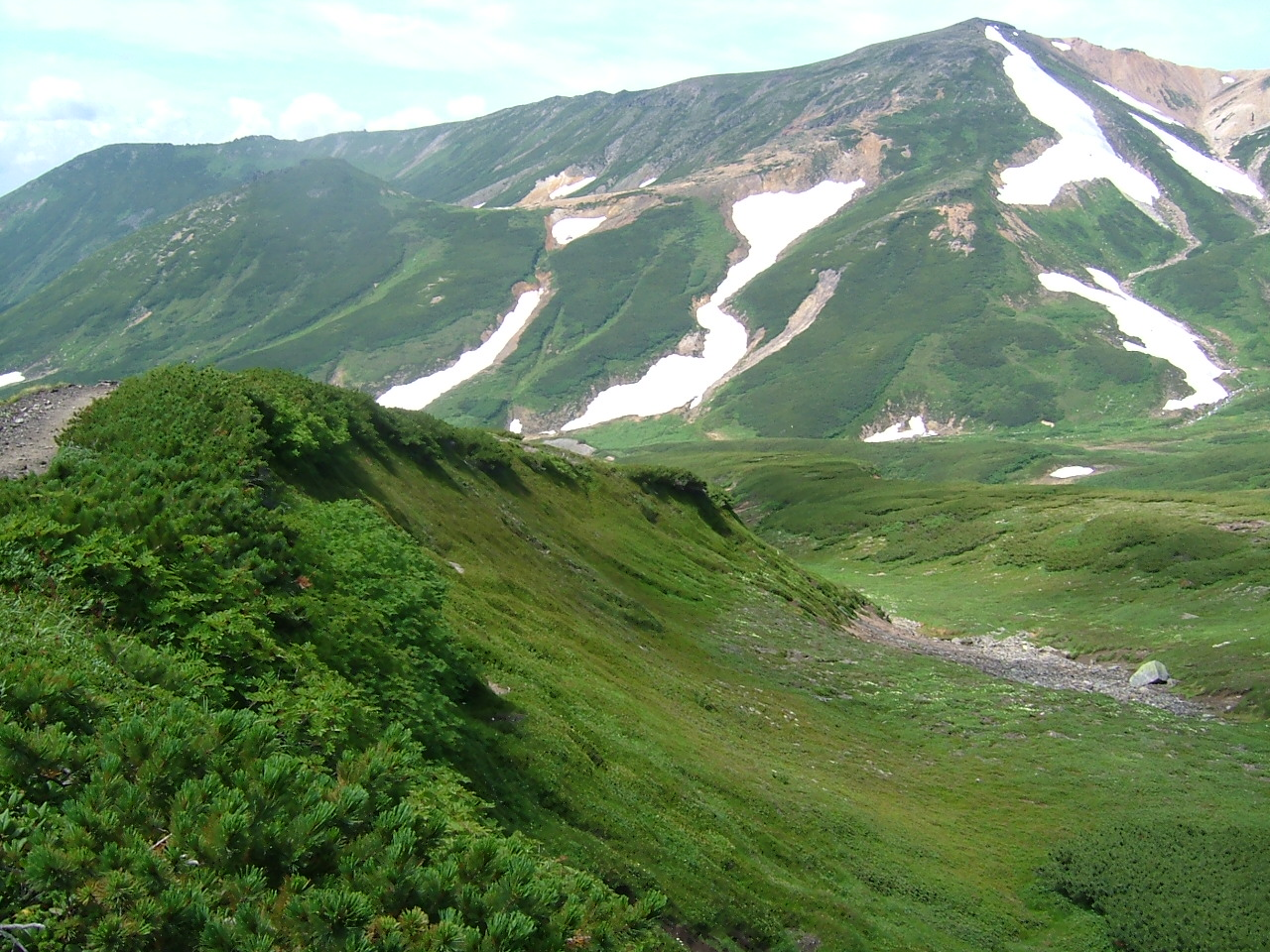
Daisetsuzan nationalpark

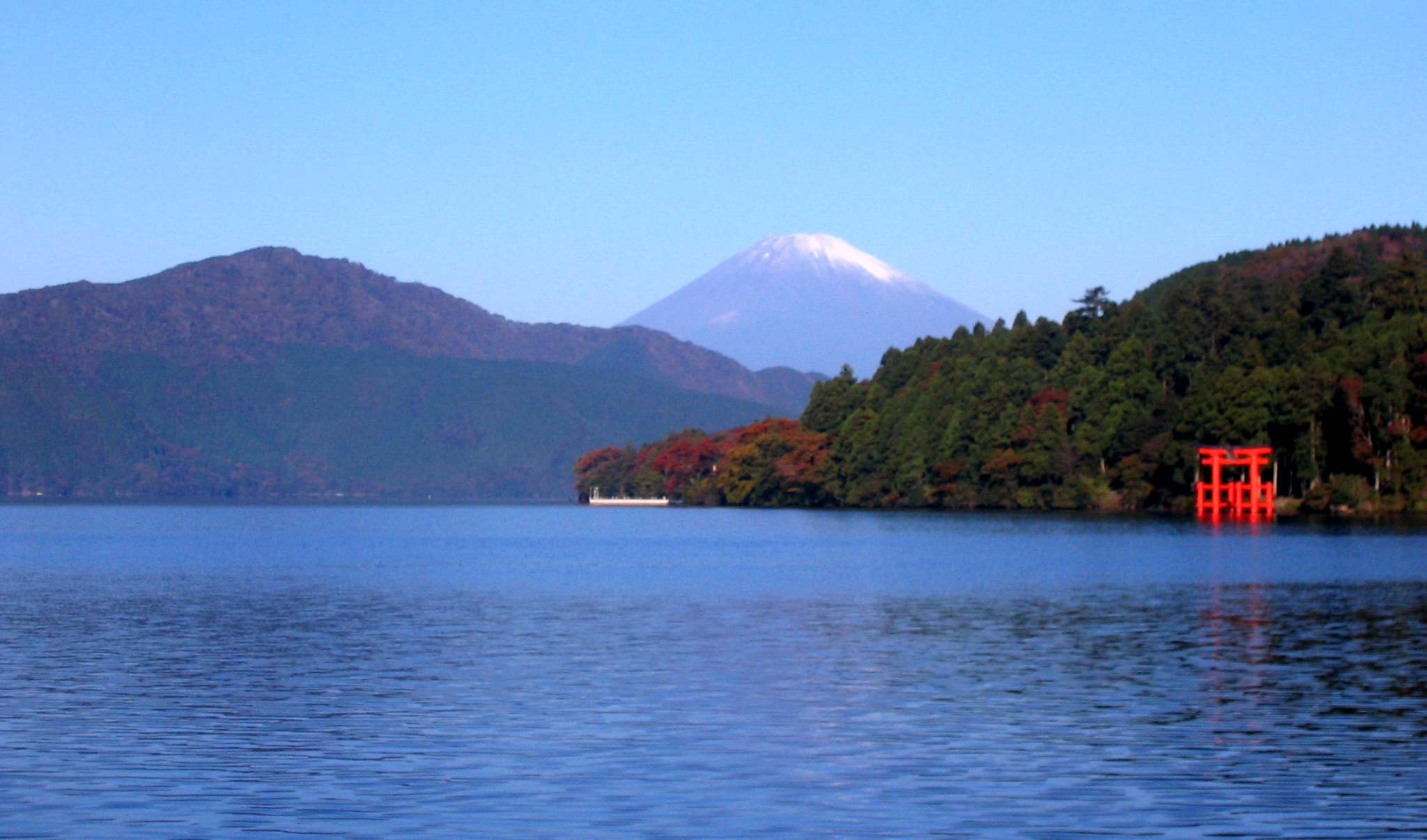
Fuji-Hakone-Izu nationalpark

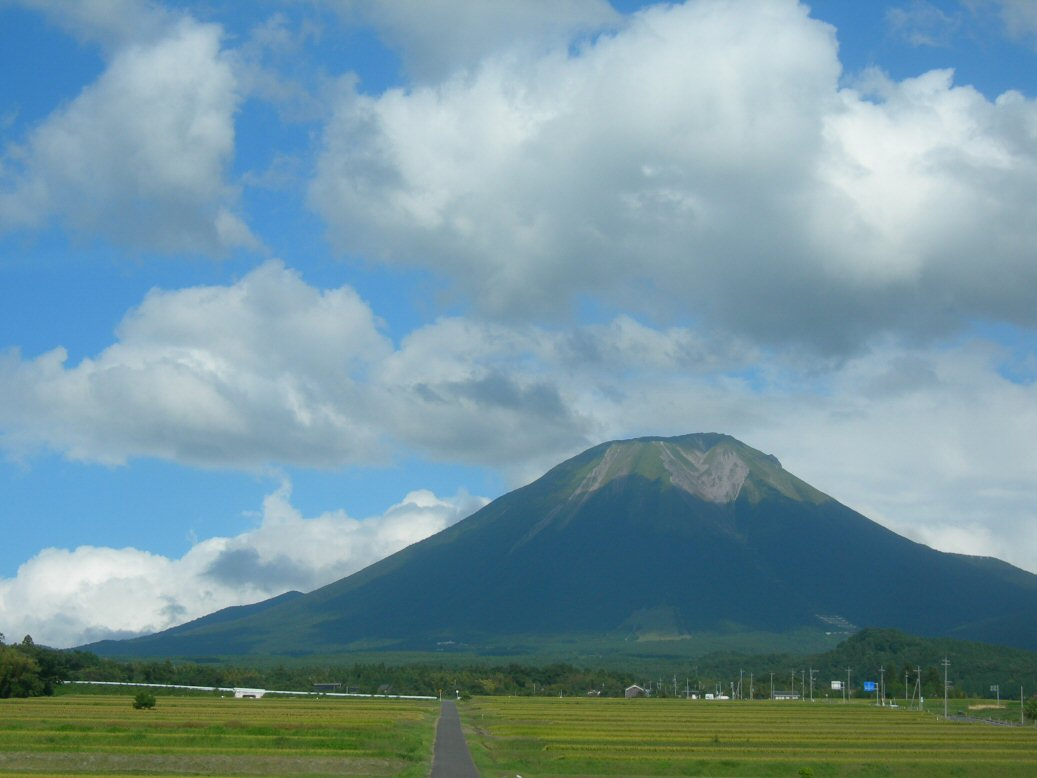
Daisen-Oki nationalpark

Japans nationalparker I den japanska lagen om nationalparker finns två sorters områden, nationalparker (japanska: 国立公園,?, Kokuritsu Kōen) och statligt utsedda parker (japanska: 国定公園,?, Kokutei Kōen; engelska:Quasi-National Parks). Den här listan täcker endast den första kategorin.
Det finns för närvarande 29 nationalparker och 56 statligt utsedda parker i Japan, (2007). Japans nationalparker omfattar 20 482 km² (5,4 procent av ytan) medan 55 statligt utsedda parker omfattar 13 328 km² (3,6 procent av landarealen).

## Hokkaido
- Akan-Mashū nationalpark
- Daisetsuzan nationalpark
- Hidakasanmyaku-Erimo-Tokachi nationalpark
- Kushiro-shitsugen nationalpark
- Rishiri-Rebun-Sarobetsu nationalpark
- Shikotsu-Tōya nationalpark
- Shiretoko nationalpark

## Tohoku
- Bandai-Asahi nationalpark
- Oze nationalpark (även i Kanto)
- Sanriku Fukkō nationalpark
- Towada-Hachimantai nationalpark

## Kanto
- Nikkō nationalpark
- Oze nationalpark (även i Tohoku)
- Chichibu Tamakai nationalpark
- Joshinetsu Kogen nationalpark
- Ogasawara nationalpark
- Fuji-Hakone-Izu nationalpark

## Chūbu
- Chūbu-Sangaku nationalpark
- Hakusan nationalpark
- Södra alpernas nationalpark

## Kansai
- Ise-Shima nationalpark
- Yoshino-Kumano nationalpark

## ChūgokuochShikoku
- San'in kustpark
- Daisen-Oki nationalpark
- Setonaikai nationalpark
- Ashizuri-Uwakai nationalpark

## Kyūshū
- Saikai nationalpark
- Unzen-Amakusa nationalpark
- Aso nationalpark
- Kirishima-Yaku nationalpark

## Okinawa
- Iriomote nationalpark